# 有效应力原理
有效应力原理是在饱和土中除孔隙水可以承担和传递应力之外，当有土体颗粒，当孔隙中的水排出时，孔隙水承担的的应力转移给土体颗粒之上，有研究平面上的总应力=有效应力+孔隙水压力。